# Can Basart
Can Basart es una obra del municipio de Calella (Barcelona) protegida como bien cultural de interés local.

## Descripción
Casa formada por dos cuerpos, uno tiene planta baja, piso y desván y la otra planta baja, piso y azotea. En el primero, encontramos en la fachada unos esgrafiados a partir del primer piso, en la planta baja están dañados, el otro cuerpo ha sido restaurado y es totalmente diferente del resto de la casa.